# 普利斯卡 (拉諾夫齊區)
49°44′39″N 26°5′40″E / 49.74417°N 26.09444°E

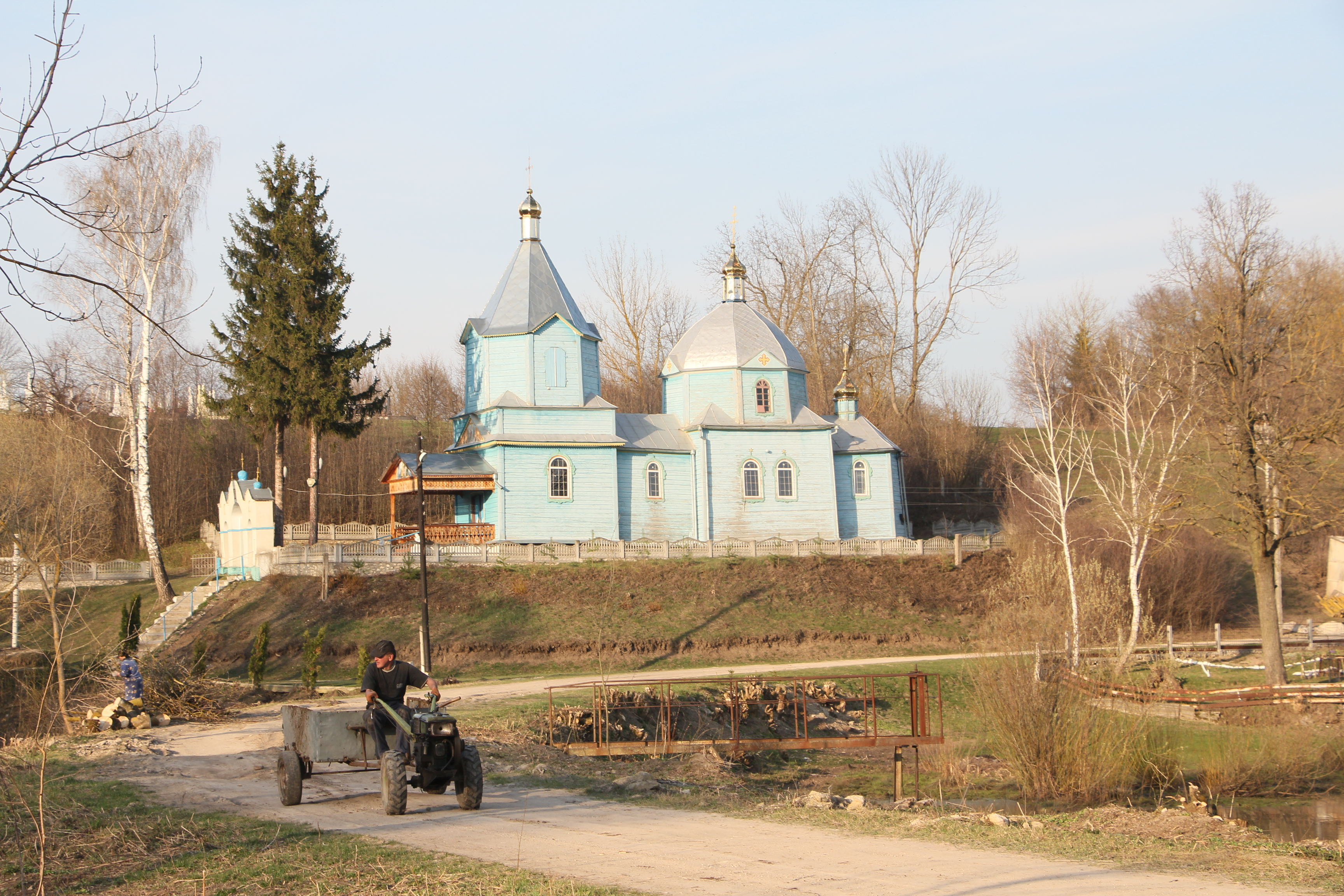

普利斯卡（烏克蘭語：Плиска），是烏克蘭的村落，位於該國西部捷爾諾波爾州，由克列梅涅茨區負責管轄，始建於1618年，面積1.67平方公里，2001年人口319，人口密度每平方公里191.6人。